# Prowincja Kii
Prowincja Kii (jap. 紀伊国 Kii-no-kuni) lub Kishū (jap. 紀州) – była prowincją Japonii w części Honsiu (Honshū), która dziś jest prefekturą Wakayama i południową częścią prefektury Mie.   Kii graniczyła z prowincjami Ise, Izumi, Kawachi, Shima i Yamato. Półwysep Kii bierze swoją nazwę od tej prowincji. 

Mapa japońskich prowincji (1868) z zaznaczoną prowincją Kii

W okresie Edo gałąź Kii klanu Tokugawa miała swój zamek w Wakayama. Jego dawnym „pierwszym chramem” ichinomiya był chram Hinokuma (ichinomiya to historyczne określenie chramów shintō o najwyższej randze w określonym regionie. Od wielu z nich pochodzą nazwy geograficzne). 
Japońska księgarnia Kinokuniya wywodzi swoją nazwę od tej prowincji. 

## Dystrykty historyczne
- Prefektura Wakayama
  - Dystrykt Ama (海 部 郡) – połączył się z dystryktem Nagusa, by 1 kwietnia 1896 r. zostać Dystryktem Kaisō (海草 郡)
  - Dystrykt Arida (有 田 郡)
  - Dystrykt Hidaka (日 高 郡)
  - Dystrykt Ito (伊 都 郡)
  - Dystrykt Naga (那 賀 郡) – rozwiązany
  - Dystrykt Nagusa (名 草 郡) – połączył się z dystryktem Ama, by 1 kwietnia 1896 r. zostać Dystryktem Kaisō (海草 郡)
- Mieszany 
  - Dystrykt Muro (牟 婁 郡) 
    - Dystrykt Higashimuro (東 牟 婁 郡) – część prefektury Wakayama
    - Dystrykt Kitamuro (北 牟 婁 郡) – część prefektury Mie
    - Dystrykt Minamimuro (南 牟 婁 郡) – część prefektury Mie
    - Dystrykt Nishimuro (西 牟 婁 郡) – część prefektury Wakayama

## Źródła
- Nussbaum, Louis-Frédéric i Käthe Roth. (2005).  Japonia encyklopedia.   Cambridge: Harvard University Press. ISBN 978-0-674-01753-5